# Leussow
Leussow – część gminy (Ortsteil) Göhlen w Niemczech, w kraju związkowym Meklemburgia-Pomorze Przednie, w powiecie Ludwigslust-Parchim, w Związku Gmin Ludwigslust-Land. Do 25 maja 2019 samodzielna gmina. 